# Udspringer
|  | Denne artikel er oprettet af botten PalnaBot ud fra en ekstern database. Den kan derfor have sproglige fejl eller mangler. Denne skabelon kan fjernes efter kontrol af indholdet. |

Udspringer er en film instrueret af Ole Raffel.

## Handling
Et udspring.